# Nelly López Rosse
Nelly López Rosse (Oruro, 1900-1986) fue una escritora boliviana, creadora de la revista literaria Feminiflor.

## Trayectoria
Estudió en el Colegio Nacional Bolívar, convirtiéndose en la primera mujer  bachiller  de Oruro, pues en ese entonces a las mujeres solo les permitían culminar los estudios primarios. Pudo hacerlo gracias al apoyo de un grupo de estudiantes que enviaron una solicitud al Ministerio de Educación. Este triunfo fue el primer escalón de una lucha que permitió la creación del Liceo De Señoritas Pantaleón Dalence en 1922.     
Nelly López también fue pionera en el escultismo en esa ciudad y, en 1919, junto a Bethsabé Salmón Fariñas y Laura Graciela de la Rosa fundaron el Centro Artístico e Intelectual de Señoritas de Oruro. Dos años después este centro comenzó a publicar la revista Feminiflor, la cual fue pionera del feminismo en Bolivia.

En un artículo suyo de Feminiflor, se puede leer:
Antiguamente se la consideraba a la mujer como un ser inútil, que no servía ni para la mártir de su casa [...]. Hoy la mujer es más libre, tiene amplia facultad para deliberar, muestra su lugar en el mundo y da a conocer que tiene también inteligencia. (Blanco, 2020).
Nelly ofició no solo como redactora de Feminiflor, sino como su administradora. Posteriormente, se unió a la Liga Filial de Oruro, fundada por Laura de la Rosa, y comenzó a apoyar a los soldados de la Guerra del Chaco. Con otras mujeres de Oruro, se encargaban de los gastos de los soldados en batalla, al convertirse en "madrinas de guerra". Asimismo, se encargaban de escribir y leer cartas entre las familias y los combatientes.
En 1987 la Alcaldía de Oruro le otorgó, de manera póstuma, el "Escudo de armas, condecoración en reconocimiento a su labor en Feminiflor.

## Vida privada
Se sabe que Nelly López se casó en 1927 y tuvo tres hijos.